# Abdalwadiden

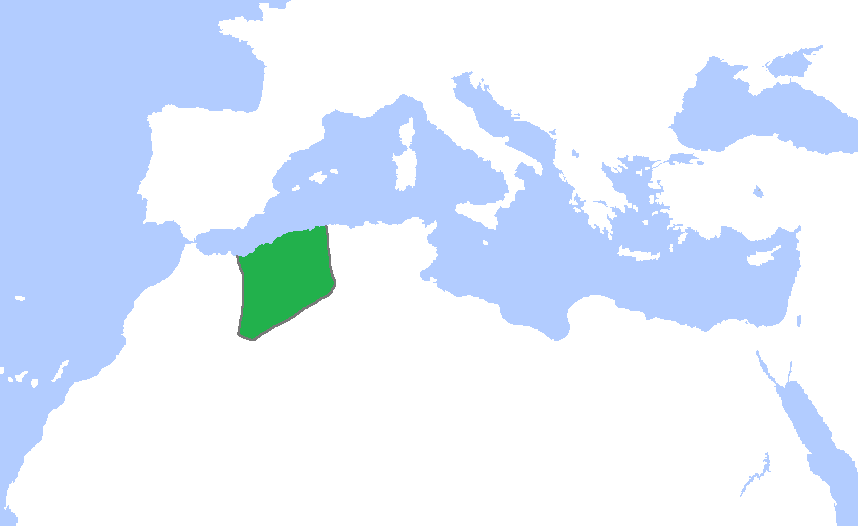
Der abdalwadidische Machtbereich

Die Abdalwadiden (Zentralatlas-Tamazight ⵉⵣⵉⴰⵏⵉⴻⵏ Izianien, arabisch بنو عبد الواد, DMG Banū ʿAbd al-Wād), auch Ziyaniden oder Zayyaniden (arabisch زيانيون, DMG Ziyānīyūn bzw. Zayyānīyūn) genannt, waren eine muslimische Dynastie im westlichen Algerien. Sie regierte von 1235 bis 1555.

## Geschichte
Um das Jahr 1235 machte sich Abu Yahya Yaghmurasan ibn Zayyan/Ziyan als Führer der berberischen Banu Abd al-Wad (auch: Banu Ziyan/Zayyan) von den Almohaden unabhängig und gründete in Westalgerien das Reich der Abdalwadiden mit der Hauptstadt Tlemcen. Dabei konnte er sich auch auf die Banu Hilal stützen. Ostalgerien blieb aber unter der Herrschaft der Hafsiden von Tunis. Das Abdalwadidenreich erlangte als Schnittpunkt der Ost-West-Handelswege sowie des Transsaharahandels erhebliche wirtschaftliche Bedeutung.
Da die Abdalwadiden von den mächtigen Meriniden in Marokko und den Hafsiden in Ifrīqiya bedroht wurden, bemühten sie sich um gute Beziehungen zu den Nasriden von Granada und nach Kastilien. Seit 1283 war das Reich ständigen Angriffen der Meriniden ausgesetzt, doch konnte es unter Abu Hammu I. Musa (reg. 1308–1318) und Abu Taschfin I. (reg. 1318–1337) eine Blütezeit erleben, die aber durch die merinidische Besetzung des Landes (1335–1359) unterbrochen wurde.
Unter Abu Hammu II. Musa (reg. 1359–1383) gewann das Reich seine Unabhängigkeit zurück, verlor aber im 15. Jahrhundert wegen interner Machtkämpfe und Unruhen der Beduinen seine Bedeutung. Zunächst waren die Abdalwadiden Vasallen der Meriniden, seit 1411 musste die Oberhoheit der Hafsiden anerkannt werden. In dieser Zeit erfolgte eine fast vollständige Arabisierung der Berber im westlichen Algerien durch die Beduinen.
Im Jahr 1509 mussten die Abdalwadiden die Oberhoheit von Spanien anerkennen, als dieses Oran eroberte. Bis zum Jahr 1554 war das Reich zwischen Spanien und muslimischen Korsaren, die von den Osmanen unterstützt wurden, heftig umkämpft. Letztere konnten im Jahr 1550 endgültig Tlemcen erobern und dem Reich der Abdalwadiden ein Ende bereiten.

## Herrscherliste
- Abu Yahya (1236–1282)
- Abu Said Uthman I. (1282–1303)
- Abu Zayyan I. Muhammad (1303–1308)
- Abu Hammu I. Musa (1308–1318)
- Abu Taschfin I. (1318–1337)
- zu Marokko  (1337–1348)

- Abu Said Uthman II. (1348–1352)
- Al-Zaim Abu Thabit I. (1348–1352)

- zu Marokko  (1352–1359)
- Abu Hammu II. Musa (1359–1360)
- Abu Zayyan Muhammad II. (1360)
- Abu Hammu II. Musa (1360–1370) wiedereingesetzt
- Abu Zayyan Muhammad II. (1370–1372) wiedereingesetzt
- Abu Hammu II. Musa (1372–1383) wiedereingesetzt
- Abu Zayyan Muhammad II. (1383–1384) wiedereingesetzt
- Abu Hammu II. Musa  (1384–1387) wiedereingesetzt
- Abu Zayyan Muhammad II. (1387) wiedereingesetzt
- Abu Hammu II. Musa (1387–1388) wiedereingesetzt
- Abu Taschfin II. (1389–1394)
- Abu Thabit Yusuf II. (1394)
- Abul-Haddschadsch Yusuf II. (1394–1395)
- Abu Zayyan Muhammad III. (1395–1400)
- Abu Muhammad Abdallah I. (1400–1402)
- Abu Abdallah Muhammad IV. (1402–1411)
- Abu Taschfin Abd ar-Rahman III. (1411)
- Said Ibn Musa (1411)
- Abu Malik Abd al-Wahid  (1411–1424)
- Abu Abdallah Muhammad V. (1424–1428)
- Abu Malik Abd al-Wahid  (1428–1430) wiedereingesetzt
- Abu Abdallah Muhammad V. (1430) wiedereingesetzt
- Abul-Abbas Ahmad I. al-Aqil (1430–1462)
- Abu Abdallah Muhammad VI. (1462–1469)
- Abu Taschfin III.  (1469)
- Abu Abdallah Muhammad VII. (1469–1504)
- Abu Abdallah Muhammad VIII. (1504–1517)
- Abu Hammu Musa III. (1517–1528)
- Abu Muhammad Abdallah II. (1528–1540)
- Abu Abdallah Muhammad IX. (1540–1541)
- Ahmad II. (1541–1543)
- Abu Abdallah Muhammad IX. (1543) wiedereingesetzt

- zu Spanien  (1543–1544)

- Ahmad II.   (1544–1550)
- al-Hassan (1550–1555)